# Cuarenta y cinco
El cuarenta y cinco (45) es el número natural que sigue al cuarenta y cuatro y precede al cuarenta y seis.

## Propiedades matemáticas
- Es un número compuesto, que tiene los siguientes factores propios: 1, 3, 5, 9 y 15. Como la suma de sus factores es 28 < 45, se trata de un número defectivo.
- Es un número triangular y en particular la suma de todos los dígitos del sistema de numeración decimal (0 + 1 + 2 + 3 + 4 + 5 + 6 + 7 + 8 + 9 = 45).
- Número hexagonal.
- Es un número de Kaprekar en base 10, es un número de Harshad y también un número de Moran.

## Ciencia
- 45 es el número atómico del rodio.
- Objeto astronómico del catálogo Messier M45 es un cúmulo estelar abierto ubicado en la constelación de Tauro.